# Обийко
Оби́йко — хутор в Куйбышевском районе Ростовской области.
Входит в состав Кринично-Лугского сельского поселения.

## Население
| 2010 |
| ---- |
| 34   |

## Улицы
На хуторе имеется одна улица: Котовского.